# Kazi Nazrul Islam
Kazi Nazrul Islam, bengálsky কাজী নজরুল ইসলাম (24. května 1899 Ásansól – 29. srpna 1976 Dháka) byl indický a bangladéšský muslimský básník píšící v bengálštině. Jeho básně především burcovaly k muslimskému povstání proti Britům.
Narodil se v Bengálsku. Získal náboženské vzdělání a poté pracoval jako muezzin v mešitě. K literatuře se dostal přes divadlo. Po službě v britské armádě se usadil v Kalkatě, kde pracoval jako novinář. Jeho protibritský aktivismus, který se prolínal s jeho básnickou a písňovou tvorbou, ho přivedl několikrát do vězení a získal mu přezdívku Bidrohi Kobi, tedy „Básník rebel“. Od roku 1942 trpěl neznámou chorobou, kvůli níž ztratil hlas a paměť. Oblíbenou teorií bylo, že byl otráven. Roku 1972 ho bangladéšská vláda pozvala do Bangladéše a prohlásila ho národním básníkem. V Bangladéši pak dožil.